# Двое в своём роде (телесериал)
Двое в своём роде (англ. Two of a Kind) — американский ситком от компании American Broadcasting Company, запущенный под общей концепцией TGIF, второй сериал для Мэри-Кейт и Эшли Олсен после «Полного дома». Шоу длилось с 25 сентября по 9 июля 1999 года.

## Сюжет
Кевин Бёрк (Кристофер Зибер) — преподаватель колледжа и овдовевший отец, живущий в Чикаго. Он верит, что всему можно найти научное объяснение, кроме контроля над своими коварными двенадцатилетними дочерьми. Мэри-Кейт и Эшли Бёрк (Мэри-Кейт и Эшли Олсен) — сёстры-близнецы и полные противоположности. Мэри-Кейт — томбой, чей наибольший интерес представляет совершенствование в прыжках и бросках мячей, а худшим предметом в школе является математика. Эшли, наоборот, сама женственность: получает только высшие отметки в школе и мечтает о карьере модели и танцах. Жена Кевина умерла до сериала.
Другим основным персонажем является Кэрри (Салли Уилер), 26-летняя девушка из класса Кевина, поздно поступившая в колледж после путешествия по миру. Кэрри причудлива, неуживчива, прекрасна и быстра на язык, и потому, когда та принимает предложение о работе на неполный день в качестве няни для девочек, Кевин убеждён, что его ждут одни лишь неприятности. Сёстры же считают, что Кэрри — няня их мечты, и соглашаются отложить свои разногласия для объединения сил дабы «создать немного химии» между своим закопавшимся в книги отцом и привлекательной женщиной, что сводит его с ума во всех возможных смыслах.

## В ролях
- Салли Уилер
- Мэри-Кейт Олсен
- Эшли Олсен
- Кристофер Сибер
- Дэвид Вальцин
- Эрни Грюнвольд
- Орландо Браун
- Мартин Спэнджерс
- Анастасия Эммонс
- Джесси Ли Соффер